# ISO 3166-2:NP
ISO 3166-2:NP est l'entrée pour le Népal dans l'ISO 3166-2, qui fait partie du standard ISO 3166, publié par l'Organisation internationale de normalisation (ISO), et qui définit des codes pour les noms des principales administration territoriales (e.g. provinces ou États fédérés) pour tous les pays ayant un code ISO 3166-1.

## Provinces (7)
```
NP-P1
 
Province n°1
 / 
en 
népalais
 : 
Pradesh 1

NP-P2
 
Province n°2
 / 
en 
népalais
 : 
Pradesh 2

NP-P3
 
Bagmati
 ou Province n°3

NP-P4
 
Gandaki
 ou Province n°4

NP-P5
 
Lumbini 
 ou Province n°5

NP-P6
 
Karnali
 ou Province n°6

NP-P7
 
Sudurpashchim
 ou Province n°7
```

## Zones  (14)
Les noms des subdivisions sont listés selon l'usage de la norme ISO 3166-2, publiée par l'agence de maintenance de l'ISO 3166.
| Codet | Nom de la subdivision en népalais | Régions de développement |
| ----- | --------------------------------- | ------------------------ |
| NP-BA | Bagmati                           | NP-1                     |
| NP-BH | Bheri                             | NP-2                     |
| NP-DH | Dhawalagiri                       | NP-3                     |
| NP-GA | Gandaki                           | NP-3                     |
| NP-JA | Janakpur                          | NP-1                     |
| NP-KA | Karnali                           | NP-2                     |
| NP-KO | Kosi ou Koshi                     | NP-4                     |
| NP-LU | Lumbini                           | NP-3                     |
| NP-MA | Mahakali                          | NP-5                     |
| NP-ME | Mechi                             | NP-4                     |
| NP-NA | Narayani                          | NP-1                     |
| NP-RA | Rapti                             | NP-2                     |
| NP-SA | Sagarmatha                        | NP-4                     |
| NP-SE | Seti                              | NP-5                     |

## Régions de développement (5)
Les régions de développement ont été remplacées par les provinces en 2015.
```
NP-1
 
Madhyamanchal
 / 
en 
anglais
 : 
Central
  (
Centre 
)

NP-2
 
Madhya Pashchimanchal
 / 
en 
anglais
 : 
Mid Western
 (
Moyen-Ouest
)

NP-3
 
Pashchimanchal
 / 
en 
anglais
 : 
Western
  (
Ouest
)

NP-4
 
Purwanchal
 / 
en 
anglais
 : 
East
  (
Est
)

NP-5
 
Sudur Pashchimanchal
 / 
en 
anglais
 : 
Far Western
  (
Extrême-Ouest
)
```

## Historiques
Historique des changements
- 9 septembre 2008 : Modification du nom officiel
- 19 février 2010 : Ajout du préfixe au premier niveau
- 13 décembre 2011 : Ajout du préfixe au premier niveau, ajustement linguistique, ajout de la remarque, suppression du système de romanisation et mise à jour de la liste source.
- 26 décembre 2018 : Correction de l'étiquette du système de romanization; Ajout des provinces NP-P1, NP-P2, NP-P3, NP-P4, NP-P5, NP-P6, NP-P7; Ajout d’une variation locale pour NP-P4 and NP-P6; Mise à jour de la Liste Source; Ajout de remarque